# Kuchera
Kuchera là một thành phố và khu đô thị của quận Nagaur thuộc bang Rajasthan, Ấn Độ.

## Địa lý
Kuchera có vị trí 26°59′B 73°58′Đ / 26,98°B 73,97°Đ Nó có độ cao trung bình là 301 mét (987 feet).

## Nhân khẩu
Theo điều tra dân số năm 2001 của Ấn Độ, Kuchera có dân số 19.563 người. Phái nam chiếm 52% tổng số dân và phái nữ chiếm 48%. Kuchera có tỷ lệ 50% biết đọc biết viết, thấp hơn tỷ lệ trung bình toàn quốc là 59,5%: tỷ lệ cho phái nam là 65%, và tỷ lệ cho phái nữ là 32%. Tại Kuchera, 25% dân số nhỏ hơn 6 tuổi.